# Mari Rabie
Mari Rabie (10 settembre 1986) è una triatleta sudafricana.

## Carriera
Ha preso parte ai Giochi olimpici di Pechino 2008, conclusi al 43º posto dopo aver avuto dei problemi tecnici con la bicicletta, e ai Giochi della XXXI Olimpiade, dove è giunta 11ª dopo aver guidato la gara al termine delle frazioni a nuoto e in bicicletta.